# 锡帕里亚
锡帕里亚（英語：Siparia）是加勒比海岛国特立尼达和多巴哥特立尼达岛的一座城市，行政上由锡帕里亚地区管辖，位于该岛南部，建立于1758年，2011年人口14,535，人口密度为每平方公里300人，面积47.8平方公里，海拔高度39米。